# رالف غريفز (كاتب)
رالف غريفز (بالإنجليزية: Ralph Graves)‏ (17 أكتوبر 1924، واشنطن العاصمة في الولايات المتحدة - 10 يونيو 2013)؛ مؤلف، صحفي، كاتب وروائي أمريكي.